# Paraprobatius bucki
Paraprobatius bucki là một loài bọ cánh cứng trong họ Cerambycidae.